# Dwight Mission
Dwight Mission és una concentració de població designada pel cens dels Estats Units a l'estat d'Oklahoma. Segons el cens del 2000 tenia 32 habitants.

## Demografia
Segons el cens del 2000, Dwight Mission tenia 32 habitants, 12 habitatges, i 8 famílies. La densitat de població era de 6,8 habitants per km².
Dels 12 habitatges en un 16,7% hi vivien nens de menys de 18 anys, en un 50% hi vivien parelles casades, en un 16,7% dones solteres, i en un 33,3% no eren unitats familiars. En el 25% dels habitatges hi vivien persones soles el 25% de les quals corresponia a persones de 65 anys o més que vivien soles. El nombre mitjà de persones vivint en cada habitatge era de 2,67 i el nombre mitjà de persones que vivien en cada família era de 3,13.
Per edats la població es repartia de la següent manera: un 9,4% tenia menys de 18 anys, un 12,5% entre 18 i 24, un 28,1% entre 25 i 44, un 28,1% de 45 a 60 i un 21,9% 65 anys o més.
L'edat mediana era de 45 anys. Per cada 100 dones de 18 o més anys hi havia 93,3 homes.
La renda mediana per habitatge era de 35.000 $ i la renda mediana per família de 29.000 $. Els homes tenien una renda mediana de 18.750 $ mentre que les dones 27.750 $. La renda per capita de la població era de 15.170 $. Cap de les famílies estaven per davall del llindar de pobresa.

## Poblacions més properes
El següent diagrama mostra les poblacions més properes.